# Luisia magniflora
Luisia magniflora är en orkidéart som beskrevs av Zhan Huo Tsi och Sing Chi Chen. Luisia magniflora ingår i släktet Luisia och familjen orkidéer. Inga underarter finns listade i Catalogue of Life.